# 石黒慶之助
石黒 慶之助（いしぐろ けいのすけ、1913年（大正2年）6月1日 - 1998年（平成10年）1月19日）は、日本の歯科医師、海軍軍人、歯科医大尉、歯学士、医学博士、開業歯科医、（社）鶴岡地区歯科医師会会長、（社）山形県歯科医師会理事、山形県歯科医師政治連盟顧問、栄典は正五位・勲五等・双光旭日章。

## 略歴
- 1913年（大正2年） - 山形県西田川郡鶴岡（現・鶴岡市）に石黒慶蔵の長男として生まれる。
- 山形県立鶴岡中学校（現・山形県立鶴岡南高等学校）卒業
- 1935年（昭和10年） - 日本歯科医学専門学校（現・日本歯科大学）卒業
  - 歯学士号取得
  - 千葉医科大学（現・千葉大学医学部）に入学し2年間学ぶ。
- 北海道帝国大学医学部細菌学教室及び同付属病院で約4年間に渡り研究を重ねる。
- 1943年（昭和18年）1月7日 - 医学博士号（北海道帝国大学）取得　論文の題は　「凍結乾燥による補体の保存に就て(英文)」[1]。
- 日本歯科大学講師
- 木更津の海軍病院に勤務し初代歯科医長 就任
- 1944年（昭和19年）7月 - 海軍に志願して歯科医大尉 任官
- 1945年（昭和20年）8月6日 - 海軍潜水学校で診療中に、広島市に原子爆弾が投下され、その爆心地から8キロメートルほど離れた厳島越しにキノコ雲を見る。すぐに被爆者の医療に向かう。
  - 11月 - 父に五日町の医院の経営を任される。（社）山形県歯科医師会 入会、鶴岡地区歯科医師会 入会
- 1946年（昭和21年）1月 - 鶴岡歯科医師会は、勤労報国促進特技隊として日本軍に協力したとして、全ての役員がGHQより公職追放させられ事実上解散する。
- 1947年（昭和22年）8月 - （社）鶴岡地区歯科医師会が新たに設立され会員となる。弟の進之助は理事に就任した。
- 1949年（昭和24年） - 鶴岡地区歯科医師会理事 就任（1950年（昭和25年）3月まで）
- 1950年（昭和25年）4月 - 鶴岡地区歯科医師会専務理事 就任（1953年（昭和28年）3月まで）
- 1953年（昭和28年）4月 - 山形県歯科医師会代議員 就任（1963年（昭和38年）3月まで）
  - 4月 - 鶴岡地区歯科医師会副会長 就任（1966年（昭和41年）3月まで）
- 1960年（昭和35年）4月1日 - 山形県歯科医師政治連盟理事 就任（1965年（昭和40年）12月31日まで）
  - 山形県歯科医師国保組合 創設 副理事長 就任（1964年（昭和39年）3月31日まで）
- 1962年（昭和37年）11月 - 鶴岡ロータリークラブ 入会
- 1963年（昭和38年）1月1日 - 鶴岡地区歯科医師会納税貯蓄組合 創立 副会長 就任
- 1964年（昭和39年）4月 - 山形県歯科医師会理事 就任（1973年（昭和48年）3月まで）
- 1966年（昭和41年）1月1日 - 山形県歯科医師政治連盟副会長 就任（1972年（昭和47年）3月31日まで）
  - 4月1日 - 鶴岡地区歯科医師会会長 就任（1971年（昭和46年）3月31日まで）
- 1968年（昭和43年） - 鶴岡ロータリークラブ会長 就任（1969年（昭和44年）まで）
- 1969年（昭和44年）3月 - 鶴岡地区歯科医師青色申告会 創立 初代会長 就任（1972年（昭和47年）4月まで）
- 1971年（昭和46年）4月1日 - 山形県歯科医師政治連盟副顧問 就任（1980年（昭和55年）3月31日まで）
- 1972年（昭和47年）4月 - 鶴岡地区歯科医師会・会史編纂委員長 就任
- 1973年（昭和48年）6月 - 山形県日本歯科大学校校友会会長 就任
- 1976年（昭和51年） - この年度の歯科医の高額所得番付では、鶴岡区域で7番目だった。
- 1982年（昭和57年） - 国際ロータリー第235地区ガバナー 就任
- 国際ロータリー第2800地区パストガバナー顧問委員
- 1998年（平成10年） - 死去。84歳、鶴岡市の光明寺に墓がある。

## 受賞歴
- 1971年（昭和46年）11月4日 - 山形県教育功労者表彰
- 1973年（昭和48年）10月23日 - 日本歯科医師会会長表彰
- 1974年（昭和49年）4月21日 - 山形県歯科医師会功労会員表彰
- 1975年（昭和50年）12月14日 - 山形県歯科医師会功労会員表彰
- 1977年（昭和52年）5月14日 - 山形県歯科医師会功労会員表彰
- 1980年（昭和55年）4月20日 - 山形県歯科医師会功労会員表彰
- 1989年（平成元年）9月20日 - 厚生労働大臣表彰
- 1990年（平成2年）12月8日 - 山形県歯科医師会功労会員表彰
- 1991年（平成3年）6月20日 - 日本学校歯科医会会長表彰
- 1998年（平成10年）2月17日 - 正五位勲五等双光旭日章 追贈

## 著作物

### 著書
- 1980年（昭和55年） - 『庄歯会創立50周年に想う』 自費出版

### 寄稿
- 『長生き恥多し 目出度くもあり 目出度くもなし』 （「けやき」10号に収録）
- 『先代を語る』 （「けやき」19号に収録）
- 1970年（昭和45年） - 『僕は原爆雲を見た』（形歯会報に収録）
- 1985年（昭和60年） - 『年寄りの冷や水』（形歯会報に収録）

### 博士論文
- 1943年（昭和18年）1月17日 - 『凍結乾燥による補体の保存に就て』 北海道帝国大学

## 家族親族
- 曾祖父：斎藤墨湖 - 画家
- 祖父：石黒慶助 - 『石黒工場』（羽二重織物工場）経営者
- 従伯父：斎藤外市 - 発明家
- 叔父：石黒岩太 - 陸軍少将
- 父：石黒慶蔵 - 歯科医師、歯科医療器具発明家
- 弟：石黒進之助 - 歯科医師
- 長男：石黒慶一 - 歯科医師、歯学博士
- 孫：石黒慶史 - 歯科医師、歯学博士
- 甥：石黒豊 - 歯科医師